# Ghiacciaio Sessums
Il ghiacciaio Sessums (in inglese Sessums Glacier) è un ampio ghiacciaio situato sull'isola Thurston, al largo della costa di Eights, nella Terra di Ellsworth, in Antartide. Il ghiacciaio, il cui punto più alto si trova a circa 270 m s.l.m., fluisce verso nord fino ad entrare nell'insenatura di Henry.

## Storia
Il ghiacciaio Sessums è stato così battezzato dal Comitato consultivo dei nomi antartici in onore del tenente comandante della marina militare statunitense Walter Sessums, elicotterista del Gruppo Orientale dell'Operazione Highjump, grazie a cui fu possibile scattare diverse fotografie aeree di questo ghiacciaio e delle aree costiere adiacenti nel periodo 1946-47.